# レッドマン (ラッパー)
レッドマン（Redman、本名: Reginald "Reggie" Noble、1970年4月17日 - ）はアメリカニュージャージー州ニューアーク出身のラッパー、俳優。身長185cm。

## 略歴
MC名の由来は幼少期、雪合戦で雪玉を顔面に受け顔が真っ赤になったことからレッドマンと呼ばれるようになったとインタビューで語っている。
EPMD率いるHit Squadのメンバー(EPMD、DJ Scratch、Redman、Das EFX、K-Soloなど)として、EPMDの3rdアルバムに収録の楽曲「hard core」にてレコードデビュー。その個性的な声とラップスタイルで一躍注目を浴びる。
EPMD「head banger」への参加を経て、Def jamよりファーストアルバム「whut?thee album」をリリース。アルバムデビュー当時からレジー・ノーブル名義でセルフプロデュースも行う。
以降7枚のソロアルバムをリリースしており、このうち3枚がゴールド・ディスクとなり、「Doc's Da Name 2000」と「malpractice」がプラチナ・アルバムとなっている。(2017年時点)
EPMDの解散によりエリック・サーモンが新たに旗揚げしたクルー、Def squadの一員として、クルーアルバムにも参加した。

## 人物
映画『チャイルドプレイ.チャッキーの種』で、本人役として出演している。本人は熱烈なチャッキーファンである。本人曰く、本人の歌の歌詞にもチャッキーを取り入れたことがあるという。
オフスプリングの「Original Prankster」のPVに出演している。

### 交友関係
盟友であるMethod manとは94年リリースのクラシックシングル「how high」以降、Method man&Red man名義で2枚のアルバムをリリースし、二人が主演の映画「How high(邦題:ビーバッドボーイズ)」も製作されるなど、関係が深い。

## ディスコグラフィー
スタジオ・アルバム
- Whut? Thee Album (1992年)
- Dare Iz a Darkside (1994年)
- Muddy Waters (1996年)
- Doc's da Name 2000 (1998年)
- Malpractice (2001年)
- Red Gone Wild: Thee Album (2007年)
- Reggie (2010年)
- Mudface (2015年)

コラボレーション・アルバム
- El Niño (with Def Squad) (1998年)
- Blackout! (with Method Man) (1999年)
- How High (with Method Man) (2001年)
- Blackout! 2 (with Method Man) (2009年)

## フィルモグラフィ
- ビー・バッド・ボーイズ - メソッド・マンと主演。